# Chornobai (huyện)
Huyện Chornobai (tiếng Ukraina: Чорнобаївський район, chuyển tự: Chornobais’kyi raion) là một huyện của tỉnh Cherkasy thuộc Ukraina. Huyện Chornobai có diện tích 1554 km², dân số theo điều tra dân số ngày 5 tháng 12 năm 2001 là 49710 người với mật độ 32 người/km2. Trung tâm huyện nằm ở Chornobai.